# Estação Mendes (original)
Mendes(original) é uma estação de trem localizada no município de Mendes, no estado do Rio de Janeiro. Era a estação original da cidade, quando foi desativada e a Estação Neri Ferreira acabou renomeada para Mendes. Atualmente a estação é usada como moradia.